# Долина (група компаній)
Компанія «DOLINA» — українське об'єднання підприємств, засноване у м. Луганськ; з 2014 року компанія переїхала у м. Полтава.
Напрями діяльності: розробка, випробування, дослідження, виробництво та впровадження у сільськогосподарське виробництво стимуляторів росту рослин, мікродобрив та ад'ювантів, перед- та післяпродажний супровід, надання консультацій із застосування.
Перше підприємство об'єднання засноване 1 квітня 1997 року у місті Луганську. Його діяльність розпочалася з торгівлі сільськогосподарськими препаратами різних виробників. Також до 2008 року підприємства об'єднання випускали нестандартне обладнання для харчової промисловості, перероблювання сільськогосподарської продукції та інших галузей. Однак, основною продукцією групи компаній стали стимулятори росту рослин, ад'юванти та мікродобрива.
Розробка першого власного продукту для застосування в рослинництві — стимулятора росту рослин, розпочалася 1997 року. У результаті був створений стимулятор росту рослин «Вимпел».
Надалі «DOLINA» продовжила вдосконалення наявного препарату та розпочала розробку нових стимуляторів росту рослин. Відповідно, у виробництво були запущені наступні продукти:
2008 рік — універсальний препарат для обробки насіння та саджанців «Вимпел-К».
2009 рік — препарат для обробки насіння «Нива» (2010 року право на бренд та виробництво були продані іншій компанії).
Паралельно проводилася розробка мікродобрив «Оракул». У цій серії продуктів є як комплексні мікродобрива, так і компенсатори мікроелементів з високим вмістом одного з елементів. Першим 2009 року було запущене у виробництво комплексне універсальне мікродобриво для обробки рослин, що вегетують «Оракул мультикомплекс». Потім розпочалося виробництво наступних продуктів.
2010 рік — унікальне комплексне мікродобриво для обробки насіння «Оракул насіння», компенсатори мікроелементів: «Оракул коламін бор», «Оракул біоцинк», «Оракул сірка актив», «Оракул хелат міді», «Оракул біозалізо», «Оракул біомарганець», «Оракул біомолібден», «Оракул біокобальт».
2011 рік — компенсатор мікроелементів «Оракул хелат магнію».
2016 рік — хелатні мікродобрива на основі колофермину, який являє собою широке коло водорозчинних різнолігандних комплексів і є унікальною розробкою компанії. 2016 рік — стимулятор утворення зав'язі «Пасліній». 
2020 рік — рідке комплексне добриво «ECONOM», пом’якшувач води (dH-коректор) із функцією pH-коректора «AUDITOR», суперзмочувач «ФОРТЕЛЬ», комплекс амінокислот «БАК ЛАН», стимулятор врожайності та цукристості буряків «SWEETLIPS», органо-мінеральне добриво «ЛУРС GROPERLIN B». 
2021 рік — прилипач «AD’YUTANT», суперзмочувач-прилипач «PAKT», стабілізатор рН води «REFERI», стимулятор росту з фунгі-, інсектоакарицидними властивостями «SCLOBICIDE».
2022 рік — стимулятор врожайності та якості плодових культур «FRUITLIPS».
2023 рік — стимулятор росту для сої «SOYLIPS», стимулятор росту для ріпаку «CROSSLIPS».
2024 рік — стимулятор росту для зернових колосових культур «GRAINLIPS». 
У 2017 році у м. Полтава відкрито сучасний склад площею 2600 м2 для зберігання продукції компанії. 
Станом на квітень 2024 року «DOLINA» випускає загалом 35 препаратів серій «Вимпел» та «Оракул», спеціалізовані стимулятори росту та ад'юванти. Всі вони пройшли процедури сертифікації та реєстрації відповідно до чинного законодавства України й відповідають усім нормативам Міністерства екології та природних ресурсів України. Препарат «Вимпел» також зареєстрований у Казахстані, Узбекистані, Таджикистані, Туреччині, Румунії та Італії. Мікродобрива серії «Оракул» зареєстровані у Чехії, Казахстані й Таджикистані.